# Яковлева, Ольга Леонидовна
Не путать с баскетболисткой Ольгой Яковлевой (1986—2010)
О́льга Леони́довна Я́ковлева (15 декабря 1963, Ленинград, РСФСР, СССР) — советская баскетболистка. Играла на позиции лёгкого форварда. Заслуженный мастер спорта СССР (1984).
Окончила ГАФК им. П. Ф. Лесгафта. Ныне тренирует в СДЮСШОР Калининского района.
Замужем за известным советским боксёром Вячеславом Яковлевым.

## Достижения
- Бронзовый призёр летних Олимпийских игр 1988 года;
- Чемпионка Европы 1983, 1985 и 1987 годов;
- Серебряный призёр чемпионата мира 1986 года;
- 2-й призёр первенства СССР;
- Победительница международных соревнований «Дружба-84»;
- 2-й призёр Игр Доброй воли 1986 года;
- 3-й призёр чемпионата Японии (1992).